# Consejo de Negocios México-Italia
El Consejo de Negocios México-Italia surge en el 2015 luego de la visita del presidente de México, Enrique Peña Nieto a Italia con el fin de impulsar el comercio y la inversión bilateral entre ambos países en donde destacan la importación mexicana de maquinaria, productos químicos y refinados del petróleo.

## Antecedentes y contexto del Consejo
En el marco de la visita del presidente Enrique Peña Nieto a la Expo Miláno 2015 en Italia, cuyo tema ese año fue la alimentación (Feeding the Planet, Energy for Life), Sánchez Pavón, director de la agencia mexicana de promoción del comercio y la inversión, explicó que uno de los objetivos de la consolidación de negocios entre ambos países, se daba con el fin de reforzar el posicionamiento de México como uno de los grandes productores y exportadores de alimentos.
Pues en ese contexto y hasta enero de 2014 se tenían registradas en México mil 528 empresas italianas.
La visita del presidente Enrique Peña Nieto a Italia reafirmó la importancia que México otorga a su relación con este país al que no solo se le unen tratados económicos sino también fuertes lazos civilizatorios.
Luego de 40 años de que un presidente mexicano no visitaba la FAO, el sábado 13 de junio, el presidente Enrique Peña Nieto fue recibido por el director general de ese organismo, José Graziano da Silva, quien reconoció los importantes esfuerzos de México para combatir el hambre en el país.
En su mensaje en la clausura de la Conferencia bianual del 39 periodo de sesiones de la FAO, el mandatario mexicano recalcó que “la nuestra puede y debe ser la generación que acabe con el hambre en el mundo” porque es posible reducir la pobreza extrema y la desnutrición de manera acelerada, sustancial y sostenible”. Por su compromiso en la lucha contra el hambre, México recibió un reconocimiento de ese organismo de la ONU.
Acompañado por el presidente del Consejo de Ministros de Italia, Matteo Renzi, el mandatario mexicano inició, el viernes 12 de junio del 2015, un recorrido a los pabellones de Italia y México, en la Expo Universal de Milán, donde México gozaba de una privilegiada ubicación, frente al de Italia.
Ese mismo día, los presidentes de ambos países asistieron a la clausura de la Segunda Reunión del Consejo de Negocios México-Italia, que sesionó en el Palacio Clerici de Milán, sede del Instituto de Estudios de Política Internacional (ISPI), donde fueron recibidos por los empresarios mexicanos e italianos encabezado por Marco Tronchetti Provera, presidente de Pirelli, y Héctor Hernández Pons, presidente del Grupo Herdez.
Durante la reunión, el Consejo entregó a los presidentes Peña Nieto y Renzi, sugerencias para fortalecer la inversión y el comercio bilaterales, que a partir de la firma del Acuerdo Global entre México y la Unión Europea, ha crecido en casi 300%, colocando a Italia como el tercer socio comercial de México en la UE, y a México como el segundo socio comercial de Italia en América Latina.
En la misma sede,  los presidentes participaron en un Foro Empresarial, en el cual el presidente Peña Nieto expresó que “en democracia y con acuerdos, es como podremos abrir senda y camino para la prosperidad y el desarrollo”.
Por otra parte, Matteo Renzi consideró que “se debe ser fuertes y capaces de empezar a volar y México, bajo el liderazgo del Presidente Peña Nieto, está precisamente intentando hacer eso, gracias a la fuerza, el valor, la visión y la energía para implementar reformas que son decisivas para el porvenir de la nación”.
En los encuentros que el presidente Peña Nieto sostuvo en Roma, el 16 de junio del 2015, con el presidente de la República Italiana, Sergio Mattarella y con el Premier Renzi se reiteró el carácter estratégico de la asociación México-Italia, que inició una etapa de consolidación marcada por el aumento de la inversión italiana en México en sectores prioritarios como el automotriz, el aeroespacial y el energético.
Con lo anterior la conectividad aérea directa, inició recientemente la apertura de vuelos Milán-Mérida de la aerolínea italiana Blue Panorama.
También se ideó implementar un vuelo directo que Alitalia abrirá en la ruta Roma-Ciudad de México, en 2016, con el fin de asegurar el ascenso en los flujos turísticos en ambas naciones.
Para concluir su visita en Italia, en la Embajada de México, el presidente Peña Nieto entregó al politólogo Giovanni Sartori la condecoración del Águila Azteca, el más alto reconocimiento que México otorga a un ciudadano extranjero. En la ceremonia, el presidente subrayó que México ha pasado de un sistema hegemónico a una democracia plural y competitiva.
Actualmente, Italia representa el tercer socio comercial para México entre los países de la Unión Europea, sólo después de Alemania y España por el volumen de comercio. Eso hace que éste, sea un muy importante socio en materia de inversión.

## Objetivos del Consejo de Negocios México-Italia
El objetivo del Consejo de negocios, es coordinar las políticas y acciones de los organismos empresariales, así como identificar posiciones estratégicas con soluciones específicas, que contribuyan a diseñar políticas públicas para elevar el crecimiento económico y el nivel de competitividad, de las empresas de ambos países.
Asimismo el Consejo de Negocios México-Italia, busca consolidar “el liderazgo de México en el mundo a través de productos endógenos para el crecimiento e intercambio económico del país para su posicionamiento en otros países".